# Jokkmokksliden
Jokkmokksliden är en kronopark i Malå socken, Norsjö revir, Västerbottens län, avsatt av överloppsmark enligt landshövdingens avvittringsutslag 10 december 1887 samt 15 maj 1891, med benämning enligt Kammarkollegiums beslut 13 oktober 1891. Areal: 4 040 hektar.